# Jan Cornet
Jan Cornet Galí (Terrassa, 24 febbraio 1982) è un attore spagnolo.

## Filmografia parziale

### Cinema
- Camino, regia di Javier Fesser (2008)
- There Be Dragons - Un santo nella tempesta (There Be Dragons), regia di Roland Joffé (2011)
- La pelle che abito (La piel que habito), regia di Pedro Almodóvar (2011)
- Red Lights, regia di Rodrigo Cortés (2012)
- Barcelona nit d'estiu, regia di Dani de la Orden (2013)
- Por un puñado de besos, regia di David Menkes (2014)
- Un posto nel mio cuore (Perdona si te llamo amor), regia di Joaquín Llamas (2014)
- The Horror Network Vol. 1, registi vari (2015)
- Risorto (Risen), regia di Kevin Reynolds (2016)
- Visitante, regia di Alberto Evangelio (2021)

### Televisione
- Motivos personales - serie TV, 27 episodi (2005)
- La stella dei re - film TV (2007)
- El barco - serie TV, 14 episodi (2012-2013)
- Estoy vivo - serie TV, 13 episodi (2019)
- Cuéntame cómo pasó - serie TV, 7 episodi (2021)
- The gold - serie TV, 6 episodi (2023)

## Premi
- Premio Goya
  - 2012: miglior attore rivelazione ("Mejor Actor Revelación", La pelle che abito)